# كارلوس مايو
كارلوس مايو (بالإسبانية: Carlos Mayo)‏ هو عداء مسافات طويلة إسباني، ولد في 18 سبتمبر 1995 في مدريد في إسبانيا.

## وصلات خارجية
- كارلوس مايو على موقع الاتحاد الدولي لألعاب القوى (الإنجليزية)
- كارلوس مايو على موقع اللجنة الأولمبية الدولية (الإنجليزية)
- كارلوس مايو على موقع أوليمبيديا (الإنجليزية)